# Pendant ce temps, devant la télé
 (janvier 2023).
Pendant ce temps, devant la télé (abrégée PCTDLTV) est une série télévisée québécoise en 26 épisodes de 25 minutes réalisée par Carnior, François Jobin et Rafaël Ouellet et diffusée entre le 22 septembre 2007 et le 12 avril 2008 à la Télévision de Radio-Canada.

## Synopsis
Cette série met en parallèle le monde réel et le monde imaginaire de quatre jeunes adultes, en entrecroisant les péripéties de leur vie quotidienne avec des parodies d’émissions télé.
« Fouarant » devant la télé du sous-sol, Jonathan et son meilleur ami David sont comme deux frères siamois rattachés par un divan duquel ils ne se lèvent jamais… sauf en cas d’extrême urgence, genre « Y’a pus rien à manger » ou «  La télé marche pus ». Grands voyageurs de l’imaginaire, leur intellect fonctionne à cent milles à l’heure. Leur monde étrange et éclaté n’est perturbé que par une autre espèce, celle-là exubérante: les filles.
Jonathan a une sœur, Kim, dont la chambre est attenante à la salle télé. Toujours accompagnée de son amie Audrey, Kim multiplie les activités qui la passionnent : maquillage, magasinage, « cruisage » et autres manies superficielles qui finissent en « age »… sauf le ménage. Pour Audrey, c’est plutôt le recyclage… et ses tentatives quotidiennes d’attirer le regard du beau, mais combien innocent, David.
Les savoureuses vacheries et les charmantes insultes échangées entre gars et filles cessent complètement à l’heure de leurs émissions favorites. Car dans le sous-sol de cette maison d’où les parents semblent éternellement absents, il ne faut surtout pas rater les passionnantes émissions de télé.

## Fiche technique
- Script-éditeur: François Avard
- Auteurs : Daniel Chiasson, Daniel Gagnon, Jean-François Léger et Pascal Lavoie
- Réalisation : Carnior, François Jobin et Rafaël Ouellet
- Compositeur : Jean-Sébastien Robitaille
- Production : Avanti Ciné Vidéo (Luc Wiseman)

## Distribution
- Benoît Drouin-Germain : Jonathan
- Kevin Houle : David
- Stéphanie Crête-Blais : Kim
- Marie-Ève Des Roches : Audrey

### Invités
- Caroline Binet : animatrice
- Christine Beaulieu : terroriste
- Alexandre Fortin : Samuel
- Marie-Hélène Gendreau : Meghan
- François-Xavier Dufour : Marc
- David Michaël : Max
- Alexandre Préfontaine : Pierre
- Pierre-Luc Fontaine : Paul Twit
- Jean-Léon Rondeau : médecin
- Caroline Roberge : Sergent Dubé
- Luc Roberge : Jean-François Pouliot
- Martin Vachon : Mike Poitras
- Patrice Bélanger : Nékicoule
- Luc Proulx : Mari
- David Savard : Gilles Gobeil
- Paul Ahmarani : Rick Sprinkler
- Maxime Le Flaguais : Steve
- Martine Francke : Yvette
- Serge Thibodeau : Maurice Ménard
- Nicholas Rousselle : Gary Grenon
- Audrey Lessard-Rancourt : jeune fille
- Pascale Coulombe : Mme Pipe
- Amélie Bonenfant : Stacy
- Jean-Robert Bourdage : Guy
- Catherine Bérubé : Sophie
- Jeff Boudreault : assureur
- Jacques Baril : Robert
- Édith Paquet : Anouk Petitettète
- Sylvain Bélanger : Hugh Gratte
- Daniel Laflamme : Sven

## Épisodes
1. 10 000 postes
2. Comme un poisson dans l’eau
3. El Mononk
4. Fiféfumeuse
5. La Journée sans télé
6. L'Idole
7. Les Recettes des vedettes
8. Graffitis
9. La Partie des étoiles
10. Mon premier rôle…
11. 19 millions
12. Mon cher journal
13. Miss beauté intérieure
14. Le Party
15. « SOS Beau Bonhomme »
16. La Messe noire
17. Tu m’entubes...
18. Victimes de la mode
19. La Question en or
20. Retraite critique
21. L’Escalade de la violence
22. Hockey nature
23. La Carte
24. La Panne
25. Les Élections sous-soliales
26. Le Char